# Шаман

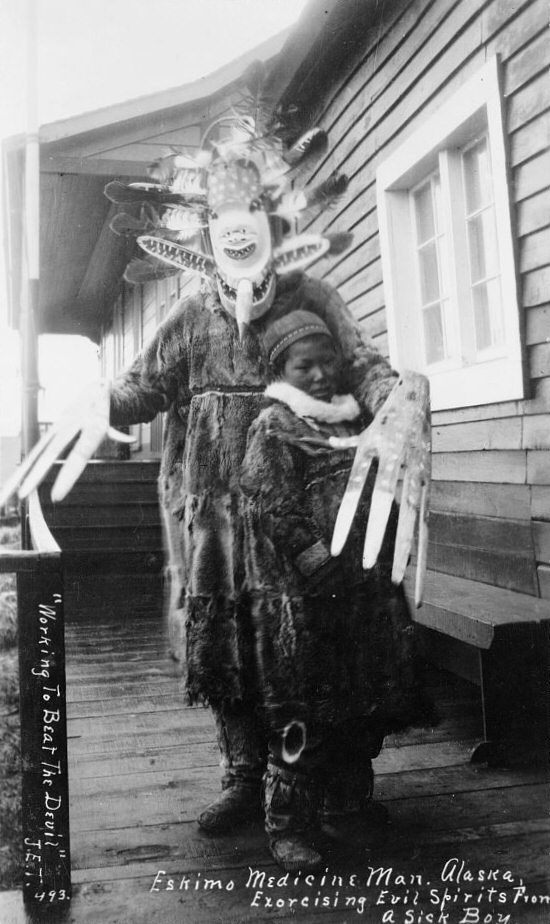
Ескімоський шаман

Шама́н — той хто знає (з мови народів Сибіру) людина за якою визнаються здібності цілити, спілкуватися з духами і яка має ясновидющі або священні можливості. Шаман — у деяких народів півночі, людина що зберігає віру в духів і можливість ритуального спілкування з ними, служитель культу.
Слово «шаман» походить (через російську мову) від тунгуського слова шаман. Пояснення цього терміна як похідного від палійського samana (санскр. cramana) — через китайське cha-men (проста транскрипція палійського слова) — прийнято більшістю сходознавців XIX століття, хоча достатньо давно його ставили під сумнів.

Шаман — у деяких народів півночі, що зберігають віру в духів і можливість ритуального спілкування з ними — він служитель культу: шаман, здатний приводити себе в стан екстазу. Слово «шаман» перекладається з тунгусської як збуджена людина в стані трансу. У тюркомовних народів Сибіру ця професія називалася кам, звідси слово «камлать». У ненців — тадібей, у бурятів — бо, у якутів — ойуун, юкагирів — альма і т. д. 

## Відбір та підготовка шаманів
Головними методами відбору шаманів є:
1. Спадкова передача професії
2. Природний «позов»

Зазвичай обидві форми здобуття шаманських повноважень співіснують разом. Спадкова передача або спонтанний прояв («позов») часто супроводжується хворобливими та психопатичними явищами.
Також траплялись випадки, коли шаманами ставали за своєю волею або за волею роду. Останні вважаються більш слабкими за тих, хто успадкував дану професію або пішов за «позовом» богів та духів.
Незалежно від методу відбору, кандидат визнається шаманом лише після навчання таких видів навичок:
1. Екстатичних (сни, транси, галюцинації)
2. Традиційних (шаманські техніки, імена та функції духів, міфологія та генеалогія роду, таємна мова)

Це двоїсте навчання, здійснюване духами та старими шаманами є рівнозначним  посвяченню. Іноді посвячення є публічним і автономним ритуалом. У деяких народів також практикується ініціаційний іспит.

## Психологічний стан шамана
На думку цілого ряду спостерігачів, шаманський ритуал дуже нагадує істеричний припадок. З початку 20-го сторіччя не припиняються з'ясування  психопаталогічної  феноменології шаманізму. Було встановлено зв'язок між шаманізмом та  арктичною істерією. Ольмаркс визначив розбіжності між арктичним на субарктичним шаманізмом на основі ступені душевних хвороб їх представників. На думку цього автора, шаманізм спочатку був явищем виключно арктичним, викликаним впливом космічного середовища, а також холоду, самотності та нестачі вітамінів, на психічну стійкість мешканців полярних регіонів. Різниця між шаманом та  епілептиком, на його думку, полягає в тому, що останній не може викликати транс за власним бажанням.
Ульрих Вількен стверджував, що біля витоків індоєвропейського шаманізму була справжня хвороба, і тільки пізніше шамани стали викликати у себе транс. Згідно з Лоебу, шамани з острову Ніуе є епілептиками або особистостями надзвичайно неврівноваженими. Згідно з Уссу, кандидати-шамани у аракунів завжди хворобливі та надчуттєві. У хіваро майбутній шаман має бути похмурим та мовчазним, у селькнамів та йаманів — схильними до  медитації та аскетизму.
Тим не менш, поза ритуалом шаман не подає ознак психічної хвороби. Його пам'ять та здатність до самоконтролю помітно вища за середні. Згідно з Каєм Доннером, у бурятів, самоєдів та остряків шаман зазвичай здоровий, а в інтелектуальному відношенні переважає у своєму середовищі. Поетичний словник якутського шамана має 12 000 слів, тоді як загальновживана мова іншої частини суспільства включає всього 4 000 слів.
Подібні спостереження властиві і іншим регіонам. Шамани у тауліпангів зазвичай люди інтелігентні, іноді хитрі, мають велику силу духу та витримку. А. Метро робить зауваження стосовно амазонських шаманів: «Ніяка аномалія чи  фізіологічна особливість не вважається виявом якоїсь схильності до шаманізму». На думку  Нейдель, нема шаману, який би був в нормальному житті особистістю «ненормальною»,  неврастеніком або параноїком. Якби такий з'явився, його визнали б божевільним і не шанували як шамана. В Австралії ще простіше — шамани мали бути цілковито здоровими та нормальними.

## Суспільна роль шамана
Значення шамана для суспільства значно ширше за очевидну роль лікаря та психотерапевта первісної доби. Шаманський ритуал нерідко трактується як своєрідне театралізоване дійство, в якому в символічній драматизованій формі проявляються проблеми й ситуації, актуальні для всіх його учасників. Його порівнюють із сучасною психодрамою чи груповою психотерапією, описуючи поступове наростання емоційного напруження, стан колективної розрядки й почуття задоволеності, які відчуває кожний учасник після закінчення дійства. Також шаман є носієм народної пам'яті, міфології та епосу, винахідником музичних інструментів, художником та співаком. Він же слідкує за календарем і фіксує перші астрономічні дані.
Габишев Олександр — взяв на себе місію змістити президента РФ.

## Японія
- Каннуші — жрець-шаман синтоїстського святилища.
- Міко — жриця-шаманка шінтоїстського святилища.